# Mein Leben in Rosarot
Mein Leben in Rosarot (Originaltitel: Ma vie en rose) ist ein Spielfilm aus dem Jahr 1997 über das Schicksal des Jungen Ludovic, der viel lieber ein Mädchen wäre. Regie führte der Belgier Alain Berliner, der gemeinsam mit Chris Vander Stappen auch das Drehbuch schrieb. Die Hauptrolle spielte Georges Du Fresne.

## Handlung
Der siebenjährige Ludovic Fabre spielt gern mit Puppen und möchte Kleider tragen. Er träumt von der romantischen Hochzeit mit dem Nachbarsjungen und Freund Jérôme, doch seine Umgebung in einem Pariser Vorort ist nicht sehr angetan vom Verhalten des Jungen. Seine Eltern gehen mit ihm zu einer Psychologin, doch auch das trägt wenig Früchte. Seine Familie wird in der Nachbarschaft mehr und mehr ausgeschlossen. Zum Eklat kommt es, als Ludovic während einer Aufführung des Schultheaters von Schneewittchen und die sieben Zwerge das Schneewittchen auf dem Klo einsperrt, um sie während der Kussszene mit Jérôme als Prinz zu ersetzen. Die Familie bekommt die soziale Ausgrenzung in ihrer Umgebung voll zu spüren, eine Petition der anderen Eltern an den Schulleiter zwingt Ludovic, die Schule zu wechseln. Ludovics Vater verliert seinen vorher sicher geglaubten Job, und eines Morgens entdecken sie sich gegen ihren Sohn richtende Schmierereien am Garagentor.
Als Ludovics Vater eine neue Anstellung in Clermont-Ferrand bekommt, versucht seine Mutter unbedingt zu verhindern, dass Ludovic in der neuen Umgebung wieder durch seine Neigung auffällt. Ludovic wird zum Geburtstag von Christine, der Tochter der neuen Nachbarn, eingeladen. Als Ludovics Mutter ihn in einem Prinzessinnenkostüm statt seines Musketierkostüms sieht, meint sie der gleiche Kreislauf wie zuvor würde in Gang gesetzt. Doch bei der Zurredestellung stellt sich heraus, dass der Tausch von Christine ausging und die anderen Eltern viel aufgeschlossener damit umzugehen scheinen.

## Stil
Der kindlichen Vorbehaltslosigkeit, welche in den bunten Bonbonfarben von Ludovics Phantasiewelt Ausdruck findet, setzt Berliner in der Farbsymbolik eine in graue Töne getauchte Welt der Erwachsenen mit ihren festgelegten Rollenklischees entgegen, wobei er sich aber niemals einer einfachen Schwarz-Weiss-Schematik bedient.

## Auszeichnungen
- Goldener Swann des Filmfestivals von Cabourg 1997
- Kristallglobus des Internationalen Filmfestivals Karlovy Vary 1997
- Europäischer Filmpreis 1997: Bestes Drehbuch
- Golden Globe 1998: Bester fremdsprachiger Film
- GLAAD Media Award 1998: Outstanding Film – Limited Release
- „Herz von Sarajevo“ 1997: Bester Film